# Iris Club Lillois
Iris Club Lillois was een Franse voetbalclub uit Rijsel.

## Geschiedenis
De club werd opgericht in 1898 en werd een jaar later kampioen van Noord-Frankrijk. In de halve finale om de landstitel trok de club zich terug in de wedstrijd tegen Havre Athletic Club. Twee jaar later werd de club opnieuw kampioen en speelde dit keer wel tegen Havre AC, maar kreeg een pandoering van 6-1. Hierna moest de club de rol aan de top laten aan RC Roubaix.
In 1929 maakte de club voor het eerst na de Eerste Wereldoorlog haar opwachting in de eerste afdeling van het Championnat Nord. Na drie seizoenen middenmoot verdween de competitie en werd een professionele competitie opgezet voor heel Frankrijk. Iris verdween nu in de anonimiteit en op 25 mei 1941 fusioneerde de club met Olympique Lillois, dat door het uitbreken van de Tweede Wereldoorlog al twee jaar gestopt was met voetbal. De club nam de naam O.I.C. Lille aan en speelde twee seizoenen in de hoogste klasse tijdens de oorlog. In september 1944 fusioneerde de club met SC Fives en vormde zo de latere topclub Lille Olympique Sporting Club.

## Erelijst
Championnat USFSA Nord
1899, 1901